# La Chapelle-Hermier
La Chapelle-Hermier ist eine französische Gemeinde mit 1083 Einwohnern (Stand 1. Januar 2022) im Département Vendée in der Region Pays de la Loire. Sie gehört zum Arrondissement Les Sables d’Olonne und zum Kanton Talmont-Saint-Hilaire (bis 2015 Kanton La Mothe-Achard). Die Einwohner werden Chapelois genannt.

## Geographie
La Chapelle-Hermier liegt etwa 22 Kilometer westlich von La Roche-sur-Yon und etwa 21 Kilometer nordnordöstlich von Les Sables-d’Olonne. Im Süden begrenzt der Jaunay die Gemeinde. Umgeben wird La Chapelle-Hermier von den Nachbargemeinden Coëx im Norden und Nordwesten, Aizenay im Osten und Nordosten, Martinet im Osten und Südosten, Saint-Julien-des-Landes im Süden, Landevieille im Südwesten sowie L’Aiguillon-sur-Vie im Westen.

## Bevölkerungsentwicklung
| Jahr      | 1962 | 1968 | 1975 | 1982 | 1990 | 1999 | 2006 | 2012 |
| Einwohner | 656  | 585  | 542  | 621  | 563  | 560  | 681  | 903  |

## Sehenswürdigkeiten
- Kapelle von Gareaux